# Parasibirskita
La parasibirskita és un mineral de la classe dels borats. Rep el seu nom de la seva relació amb la sibirskita.

## Característiques
La parasibirskita és un borat de fórmula química Ca₂(B₂O₅)·H₂O. Va ser aprovada com a espècie vàlida per l'Associació Mineralògica Internacional l'any 1996. Cristal·litza en el sistema monoclínic. Es troba en forma de cristalls tabulars, en agregats subparal·lels, de fins a 40 micròmetres. La seva duresa a l'escala de Mohs és 3. És una espècie dimorfa de la sibirskita.
Segons la classificació de Nickel-Strunz, la pertany a «06.BC - Inodiborats amb triangles i/o tetraedres» juntament amb els següents minerals: calciborita, vimsita i sibirskita.

## Formació i jaciments
Va ser descoberta a la mina Fuka, a la ciutat de Takahashi, a la prefectura d'Okayama (Regió de Chugoku, illa de Honshū, Japó), l'únic indret on ha estat descrita, on es troba associada a altres minerals com: takedaïta, frolovita, olshanskyita, sibirskita, pentahidroborita i calcita.